# Soute (énergie dans les transports)
Pour les articles homonymes, voir Soute.
Dans les statistiques énergétiques, les soutes maritimes et les soutes aériennes (bunkers selon la terminologie en anglais) sont les consommations d'énergie des navires et des avions.
Les soutes internationales sont les consommations des navires et avions assurant des liaisons internationales. Elles sont soustraites des approvisionnements en énergie d'un pays pour calculer sa consommation intérieure, et sont imputées à l'Organisation de l'aviation civile internationale (OACI) pour les soutes aériennes et à l'Organisation maritime internationale (OMI) pour les soutes maritimes. De même, les émissions de gaz à effet de serre liées à leur utilisation ne relèvent pas de la responsabilité des pays dans le cadre de l'accord de Paris sur le climat mais de ces organismes,.

## Chiffres de consommation
Les soutes maritimes internationales approvisionnées en France en 2018  correspondent à 20,9 TWh/an et les soutes aériennes internationales approvisionnées en France en 2018 s'élèvent à 67,5 TWh/an.
Les soutes maritimes internationales s'élèvent à 2 466 TWh/an tandis que les soutes aériennes internationales s'élèvent à 2 163 TWh/an.

## Critiques
En octobre 2020, le Haut Conseil pour le climat français demande que les soutes internationales ne soient pas dissociées des statistiques nationales,, ce qui constitue une forme d'externalisation.
La Fédération européenne pour le transport et l'environnement (T&E) n'a qu'une confiance limitée dans la volonté de l'Organisation de l'aviation civile internationale (OACI) et de l'Organisation maritime internationale (OMI) de réduire les émissions aériennes et maritimes correspondant aux soutes internationales et partant, de respecter l'accord de Paris sur le climat. T&E réitère ses craintes fin 2019 : la seule réponse de l'OACI face au changement climatique est la démarche CORSIA, qui consiste à introduire des biocarburants aéronautiques et des compensations carbone, mécanisme qui s'avère peu contraignant et surtout peu transparent,. En effet, « la production d’agrocarburants a elle-même des conséquences écologiques désastreuses, dont la destruction de vastes zones forestières », tandis que les projets de compensation carbone sont comptabilisés doublement, ce qui annule leurs effets, et « bien souvent, reviennent à considérer que l’agriculture paysanne et l’utilisation de la forêt par les peuples autochtones sont responsables de la déforestation ».
Toujours selon T&E, tout espoir d'une action audacieuse en vue de réduire les émissions de gaz à effet de serre du secteur du transport maritime mondial par l'OMI est balayé en octobre 2020 par l'adoption d'un projet de texte[Lequel ?] peu ambitieux, qui ne fixe aucune limite aux émissions et élimine même certaines mesures en place.